# ASIC2
ASIC2‏ (Acid sensing ion channel subunit 2) هوَ بروتين يُشَفر بواسطة جين ASIC2 في الإنسان.